# Mistrzostwa Świata w Skokach na Trampolinie 1994
18. Mistrzostwa świata w skokach na trampolinie odbyły się w portugalskim mieście Porto w dniach 7–9 października 1994. Tabelę medalową zawodów wygrali gimnastycy reprezentujący Federację Rosyjską (4 złote medale). 

## Mężczyźni

### Trampolina indywidualnie
| Poz. | Narodowość      | Gimnastyk            | Pkt   |
| ---- | --------------- | -------------------- | ----- |
|      | Rosja           | Aleksandr Moskalenko | 41.00 |
|      | Białoruś        | Dmitrij Polarouch    | 40.10 |
|      | Białoruś        | Mikałaj Kazak        | 38.60 |
| 4    | Francja         | Fabrice Hennique     | 38.10 |
| 5    | Francja         | Fabrice Schwertz     | 37.00 |
| 6    | Ukraina         | Ihor Sokołowskij     | 36.90 |
| 7    | Ukraina         | Jurij Nikitin        | 35.90 |
| 8    | Wielka Brytania | Theo Kypri           | 35.00 |

### Trampolina drużynowo
| Poz. | Państwo         | Gimnastycy                                                               | Pkt    |
| ---- | --------------- | ------------------------------------------------------------------------ | ------ |
|      | Białoruś        | Dmitrij Polarouch Mikałaj Kazak Dienis Sziszow Wiaczesław Morozow        | 201.40 |
|      | Rosja           | Aleksandr Moskalenko Gierman Kniczew Aleksander Daniłczenko Igor Durniew | 200.90 |
|      | Francja         | Fabrice Hennique Jean-Pierre Thorn Fabrice Schwertz Denis Passemard      | 197.10 |
| 4    | Ukraina         | Ihor Sokołowskij Serhij Bukowczew Mykoła Malikow Jurij Nikitin           | 194.70 |
| 5    | Wielka Brytania | Theo Kypri Paull Smyth Luke Porter David Herring                         | 189.80 |

### Trampolina synchronizacyjnie
| Poz. | Narodowość      | Gimnastycy                                  | Pkt   |
| ---- | --------------- | ------------------------------------------- | ----- |
|      | Rosja           | Aleksandr Moskalenko Aleksander Daniłczenko | 49.20 |
|      | Białoruś        | Dmitrij Polarouch Jewgienij Biełajew        | 48.60 |
|      | Ukraina         | Ihor Sokołowskij Jurij Nikitin              | 48.60 |
| 4    | Japonia         | Daisuke Nakata Goroh Tachizaki              | 45.70 |
| 5    | Polska          | Krystian Sawicki Jakub Zaim                 | 45.60 |
| 6    | Australia       | Michael Johnston Adrian Wareham             | 44.90 |
| 7    | Holandia        | Alan Villafuerte Lennard Villafuerte        | 44.40 |
| 8    | Wielka Brytania | Luke Porter David Herring                   | 44.20 |

### Trampolina Double-Mini
| Poz. | Narodowość    | Gimnastyk        | Pkt   |
| ---- | ------------- | ---------------- | ----- |
|      | Portugalia    | Jorge Pereira    | 12.10 |
|      | Australia     | Adrian Wareham   | 11.90 |
|      | Portugalia    | Luis Nunes       | 11.80 |
| 4    | Kanada        | Jeremy Brock     | 11.60 |
| 5    | Bułgaria      | Radostin Todorow | 11.50 |
| 6    | Nowa Zelandia | Tom Delany       | 11.40 |
| 7    | Niemcy        | Jörg Gehrke      | 11.10 |
| 8    | Kanada        | Michel Greene    | 10.70 |

### Trampolina Double Mini drużynowo
| Poz. | Państwo           | Gimnastycy                                                  | Pkt   |
| ---- | ----------------- | ----------------------------------------------------------- | ----- |
| =    | Portugalia        | Diogo Faria Carlos Nobre Luis Nunes Jorge Pereira           | 52.50 |
| =    | Niemcy            | Jörg Gehrke Steffen Eislöffel Pascual Robles Uwe Marquardt  | 52.50 |
| =    | Kanada            | Angelo Despotas Jeremy Brock Dominic Jacenais Michel Greene | 50.20 |
| =    | Australia         | Ji Wallace Adrian Wareham Paul Vavnor Michael Johnston      | 50.20 |
| 5    | Stany Zjednoczone | Karl Heger Richard Hartman Jason Zulauf Brad Davis          | 47.70 |

### Tumbling indywidualnie
| Poz. | Narodowość        | Gimnastyk          | Pkt |
| ---- | ----------------- | ------------------ | --- |
|      | Polska            | Adrian Sienkiewicz | ?   |
|      | Stany Zjednoczone | Rayshine Harris    | ?   |
|      | Francja           | Pascal Eouzan      | ?   |
| 4    | Francja           | Stéphane Bayol     | ?   |
| 5    | Portugalia        | Sérgio Nascimento  | ?   |
| 6    | Stany Zjednoczone | Jon Beck           | ?   |
| 7    | Polska            | Krzysztof Wilusz   | ?   |
| 8    | Kanada            | Keith McDonald     | ?   |

### Tumbling drużynowo
| Poz. | Państwo           | Gimnastycy                                                      | Pkt    |
| ---- | ----------------- | --------------------------------------------------------------- | ------ |
|      | Stany Zjednoczone | Rayshine Harris Jon Beck Daniel Aldea Rashaan Sampson           | 147.23 |
|      | Polska            | Krzysztof Wilusz Adrian Sienkiewicz Jerzy Trzaska Tomasz Kies   | 146.51 |
|      | Francja           | Pascal Eouzan Stéphane Bayol Franck Salcines Christophe Freroux | 144.61 |
| 4    | Kanada            | Carey Jones Chris Shaw Steve Grannarv Keith Mcdonald            | 136.20 |
| 5    | Portugalia        | Sérgio Nascimento Hugo Reis Vitor Amador Nuno Pereira           | 134.17 |

## Kobiety

### Trampolina indywidualnie
| Poz. | Narodowość      | Gimnastyczka        | Pkt   |
| ---- | --------------- | ------------------- | ----- |
|      | Rosja           | Irina Karawajewa    | 39.80 |
|      | Wielka Brytania | Andrea Holmes       | 37.80 |
|      | Rosja           | Tatiana Łuszina     | 37.40 |
| 4    | Ukraina         | Łada Cebrienko      | 37.20 |
| 5    | Francja         | Sue Challis         | 37.00 |
| 6    | Białoruś        | Natalia Karpienkowa | 36.60 |
| 7    | Ukraina         | Ołena Mowczan       | 36.30 |
| =8   | Białoruś        | Galina Lebiediewa   | 35.70 |
| =8   | Niemcy          | Tina Ludwig         | 35.70 |

### Trampolina drużynowo
| Poz. | Państwo         | Gimnastyczki                                                            | Pkt    |
| ---- | --------------- | ----------------------------------------------------------------------- | ------ |
|      | Rosja           | Irina Karawajewa Tatiana Łuszina Irina Słonowa Natalia Chernowa         | 190.20 |
|      | Ukraina         | Łada Cebrenko Ołena Mowczan Oksana Cyguliowa Larisa Kresczik            | 187.80 |
|      | Wielka Brytania | Andrea Holmes Sue Challis Claire Wright Lorraine Lyon                   | 186.1  |
| 4    | Niemcy          | Tina Ludwig Hiltrud Roewe Sandra Beck Gabi Dreier                       | 185.00 |
| 5    | Białoruś        | Natalia Karpienkowa Galina Lebiedewa Ludmiła Padasienko Marina Nikitina | 184.70 |

### Trampolina synchronizacyjnie
| Poz. | Narodowość      | Gimnastyczki                          | Pkt   |
| ---- | --------------- | ------------------------------------- | ----- |
|      | Niemcy          | Hiltrud Roewe Tina Ludwig             | 46.40 |
|      | Białoruś        | Galina Lebiediewa Natalia Karpienkowa | 46.20 |
|      | Ukraina         | Oksana Cyguliowa Ołena Mowczan        | 46.00 |
| 4    | Rosja           | Irina Karawajewa Natalia Chernowa     | 45.90 |
| 5    | Wielka Brytania | Lorraine Lyon Andrea Holmes           | 44.70 |
| 6    | Francja         | Magali Trouche Alice Besseige         | 44.40 |
| 7    | Holandia        | Inke van Braak Yvonne Hartog          | 44.00 |
| 8    | Wielka Brytania | Sylwia Langner Marta Kubiak           | 43.50 |

### Trampolina Double-Mini
| Poz. | Narodowość        | Gimnastyczka     | Pkt   |
| ---- | ----------------- | ---------------- | ----- |
|      | Nowa Zelandia     | Kylie Walker     | 11.10 |
|      | Stany Zjednoczone | Jaime Strandmark | 11.00 |
|      | Stany Zjednoczone | Kimberly Sans    | 10.80 |
| =4   | Kanada            | Lisa Colussi     | 10.30 |
| =4   | Australia         | Donna White      | 10.30 |
| 6    | Australia         | Kate McDougal    | 9.90  |
| =7   | Niemcy            | Ute Springub     | 9.70  |
| =7   | Nowa Zelandia     | Tiffany Smith    | 9.70  |

### Trampolina Double Mini drużynowo
| Poz. | Państwo           | Gimnastyczki                                                  | Pkt   |
| ---- | ----------------- | ------------------------------------------------------------- | ----- |
|      | Stany Zjednoczone | Jennifer Sans Kimberly Sans Jennifer Parilla Jaime Strandmark | 45.90 |
| =    | Nowa Zelandia     | Kylie Walker Alana Boulton Angela O'Brien Tiffany Smith       | 44.90 |
| =    | Niemcy            | Gretje Reinemer Nadine Intrup Nicole Krüger Ute Springub      | 44.90 |
| 4    | Australia         | Robyn Forbes Donna White Kate McDougal                        | 43.70 |
| 5    | Kanada            | Lisa Colussi Martha Purdy Devena Ratcliffe Karina Kosko       | 41.30 |

### Tumbling
| Poz. | Narodowość        | Gimnastyczka        | Pkt |
| ---- | ----------------- | ------------------- | --- |
|      | Francja           | Chrystel Robert     | ?   |
|      | Francja           | Christelle Giroud   | ?   |
|      | Belgia            | Sigy van Renterghem | ?   |
| 4    | Kanada            | Kris Smeelen        | ?   |
| 5    | Stany Zjednoczone | Tiffany Simpson     | ?   |
| 6    | Stany Zjednoczone | Brianne Smith       | ?   |
| 7    | Australia         | Elisabeth Hezlop    | ?   |
| 8    | Kanada            | Karen Stevens       | ?   |

### Tumbling drużynowo
| Poz. | Państwo           | Gimnastyczki                                                        | Pkt    |
| ---- | ----------------- | ------------------------------------------------------------------- | ------ |
|      | Francja           | Chrystel Robert Christelle Giroud Corinne Robert Marie Guinet       | 135.99 |
|      | Belgia            | Yolanda Wouters Sigy Van Renterghem Mireille Meermans Patricia Nolf | 131.96 |
|      | Kanada            | Kris Smeelen Karen Stevens Alison Wammel Tammy Thrasher             | 130.32 |
| 4    | Stany Zjednoczone | Tiffany Simpson Kendra Stucki Brianne Smith Emily Giglio            | 129.50 |
| 5    | Południowa Afryka | Lara Painting Jenny Pickston Liezl Miller Sunet Seyffert            | 119.54 |

### Tabela medalowa zawodów
| Poz. | Państwo           |   |   |   | Łącznie |
| ---- | ----------------- | - | - | - | ------- |
| 1    | Rosja             | 4 | 1 | 1 | 6       |
| 2    | Stany Zjednoczone | 2 | 2 | 1 | 5       |
| 3    | Francja           | 2 | 1 | 3 | 6       |
| 4    | Portugalia        | 2 | 0 | 1 | 3       |
| 4    | Niemcy            | 2 | 0 | 1 | 3       |
| 6    | Białoruś          | 1 | 3 | 1 | 5       |
| 7    | Polska            | 1 | 1 | 0 | 3       |
| 7    | Nowa Zelandia     | 1 | 1 | 0 | 2       |
| 9    | Ukraina           | 0 | 1 | 2 | 3       |
| 10   | Australia         | 0 | 1 | 1 | 2       |
| 10   | Wielka Brytania   | 0 | 1 | 1 | 2       |
| 10   | Belgia            | 0 | 1 | 1 | 2       |
| 13   | Kanada            | 0 | 0 | 2 | 2       |